# Al-'Ahd
La società segreta al-ʿAhd (in arabo ﺍﻟﻌﻬﺪ‎?) o, per esteso, Jamʿiyyat al-ʿAhd (in arabo ﺟﻤﻌﻴـة ﺍﻟﻌﻬﺪ‎?) fu un gruppo clandestino organizzato nel 1913 tra gli ufficiali iracheni che si addestravano militarmente a Istanbul, capitale dell'Impero ottomano.
Molti di questi ufficiali servirono in seguito nell'esercito dello Sharīf della Mecca al-Husayn b. ʿAlī durante la Rivolta Araba e, più tardi, nell'esercito arabo di Faysal in Siria.
L'organizzazione propugnava l'indipendenza dell'Iraq, con l'emiro ʿAbd Allāh, figlio dello sharīf al-Husayn, come sovrano ed il principe Zayd suo erede al trono, oltre all'eventuale unione fra Iraq e Siria.
In seguito fu favorevole a ricevere aiuti dal Regno Unito, purché ciò non andasse a scapito della sua libertà d'azione. Il gruppo tenne il suo primo convegno a Damasco, organizzandosi in diverse sezioni che dovevano agire nei vari paesi arabi, compreso l'Iraq, in particolare a Baghdad e Mosul. Pubblicò la rivista al-Lisān ("La lingua"). I suoi membri iracheni comprendevano Yāsīn al-Hāshimī, Nūrī al-Saʿīd, Jaʿfar al-ʿAskarī, Jamīl al-Midfāʿī e Ḥamdī al-Bāgiahgī. Ricevette anche l'appoggio del ʿAbd al-Raḥmān al-Kaylānī (Ṭālib al-Naqīb, o Naqīb al-Ashrāf), che assicurò sostegni finanziari e morali al gruppo e alle sue attività.
A seguito della cacciata nel 1920 di Faysal dalla Siria da parte della Francia (che, in base agli accordi Sykes-Picot si era assicurata il dominio del Libano e della Siria, tramite il mandato della Società delle Nazioni), il gruppo di al-ʿAhd trasferì il suo quartier generale nelle città di Aleppo e Deir el-Zor per continuare a organizzare l'instaurazione di un governo arabo in Iraq. Tuttavia il collasso dell'esperienza siriana di Faysal, dopo la sconfitta nella battaglia di Maysalun, indebolì notevolmente il gruppo e le sue attività cessarono di lì a poco, anche perché nel 1921 la Gran Bretagna assicurò a Faysal il trono dell'Iraq.